# Burg Dotternhausen
Die Burg Dotternhausen, auch Schloss Dotternhausen oder Cotta’sches Schloss genannt, ist eine ehemalige Burg und späteres Schloss in der Schloßstraße im Nordosten des Dorfes Dotternhausen im Zollernalbkreis in Baden-Württemberg. Das Schloss zählt zu den Wahrzeichen des Dorfes. Es ist heute in Privatbesitz, eine Besichtigung ist nur von außen möglich.

## Geschichte

Wappen der Herren von Dotternhausen

Die niederadeligen Herren von Dotternhausen erscheinen zwischen 1228 und 1314 im Gefolge verschiedener Grafen in Dotternhausen, was auf eine Erbauungszeit der Burg auf den Anfang des 12. Jahrhunderts weist. Im 13. Jahrhundert werden daneben die Maier von Dotternhausen genannt.
Das Schloss wurde 1527 von Hans von Stotzingen errichtet. Als weitere Besitzer werden Österreich, ab 1666 das Jesuitenkolleg Rottenburg und 1789 die Reichsgrafen Ernst und Ferdinand von Bissingen-Nippenburg genannt.
1814 kaufte der Verleger Friedrich von Cotta das Schloss. Er wurde durch die zeitgenössischen Schriftsteller Goethe, Schiller, Humboldt und Herder zu einem der bekanntesten Publizisten seiner Zeit. Sein Sohn Georg von Cotta, dessen Lebensmittelpunkt die Güter von Dotternhausen waren, setzte, nachdem die Abschaffung der Leibeigenschaft vom württembergischen Reformkönig Wilhelm 1818 geplant war, dessen Pläne für die Herrschaft Plettenberg in Dotternhausen um. 1821 übernahm Georg den väterlichen Verlag.
1860 wurde das Schloss im Stil des Historismus erneuert. Dem zweigeschossigen Gebäude, dessen Hauptbau über ein Satteldach und Zinnengiebel verfügt, schließt sich zwischen Schlossmauer und Katzenbach ein Schlosspark im englischen Stil an.